# Уепак (муниципалитет)
Уепак (исп. Huépac) — муниципалитет в Мексике, штат Сонора, с административным центром в одноимённом посёлке. Численность населения, по данным переписи 2020 года, составила 943 человека.

## Общие сведения
Название Huépac с языка индейцев племени опата можно перевести как — большая долина.
Площадь муниципалитета равна 420,8 км², что составляет 0,2 % от площади штата, а наиболее высоко расположенное поселение Уэробаби-Нуэво, находится на высоте 712 метров.
Он граничит с другими муниципалитетами Соноры: на севере с Банамичи, на востоке с Кумпасом, на юге с Моктесумой, Акончи, Сан-Фелипе-Хесусом и Районом, на западе с Оподепе.

## Учреждение и состав
Муниципалитет был образован 30 мая 1931 года, по данным 2020 года в его состав входит 7 населённых пунктов, самые крупные из которых:
| Код INEGI                  | Населённый пункт                                                                   | Численность населения (2005 год) | Численность населения (2010 год) | Численность населения (2020 год) |
| -------------------------- | ---------------------------------------------------------------------------------- | -------------------------------- | -------------------------------- | -------------------------------- |
| 034                        | Всего                                                                              | 1032                             | 1154                             | 943                              |
| 0001                       | Уепак (исп. Huépac) 29°54′41″ с. ш. 110°12′49″ з. д. (административный центр)      | 710                              | 725                              | 685                              |
| 0015                       | Ранчито-де-Уепак (исп. Ranchito de Huépac) 29°53′03″ с. ш. 110°13′00″ з. д.        | 179                              | 182                              | 123                              |
| 0007                       | Охо-де-Агуа-де-Уепак (исп. Ojo de Agua de Huépac) 29°56′00″ с. ш. 110°12′59″ з. д. | 95                               | 189                              | 93                               |
| 0020                       | Ла-Бомбита-2 (исп. La Bombita Dos) 29°55′48″ с. ш. 110°12′55″ з. д.                | 18                               | 25                               | 35                               |
| 0046                       | Ла-Ломита (исп. La Lomita) 29°55′03″ с. ш. 110°12′47″ з. д.                        | 12                               | 23                               | —                                |
| —                          | Прочие                                                                             | 18                               | 10                               | 7                                |
| Названия на карте Генштаба |                                                                                    |                                  |                                  |                                  |

## Экономическая деятельность
По статистическим данным 2000 года, работоспособное население занято по секторам экономики в следующих пропорциях:
- сельское хозяйство, скотоводство и рыбная ловля — 40,2 %;
- промышленность и строительство — 22,6 %;
- торговля, сферы услуг и туризма — 31,2 %;
- безработные — 6 %.

## Инфраструктура
По статистическим данным 2020 года, инфраструктура развита следующим образом:
- электрификация: 99,4 %;
- водоснабжение: 100 %;
- водоотведение: 100 %.